# Paramisgurnus dabryanus
Paramisgurnus dabryanus är en fiskart som beskrevs av Dabry de Thiersant 1872. Paramisgurnus dabryanus ingår i släktet Paramisgurnus och familjen nissögefiskar. Inga underarter finns listade i Catalogue of Life.